# Односи Србије и Етиопије
Односи Србије и Етиопије су инострани односи Републике Србије и Савезне Демократске Републике Етиопије.

## Билатерални односи
Званични дипломатски односи су успостављени 1952. године.
Године 1954. цар Етиопије Хајле Селасије је постао почасни грађанин Београда.
Етиопија је гласала против пријема Косова у УНЕСКО 2015.

### Економски односи
- У 2020. години укупна робна размена износила је 1,83 милиона УСД. Од тога извоз из Србије био је 238.000 долара, а увоз 1,6 милиона УСД.
- У 2019. размењено је укупно робе у вредности од 1,20 милиона америчких долара. Извоз из наше земље износио је 399 хиљаде УСД, а увоз 803 хиљаде долара.
- У 2018. години укупна робна размена износила је 1,21 милион УСД. Од тога извоз из РС био је 743.000 долара, а увоз 469.000 УСД.[3][4]

### Дипломатски представници

#### У Београду
- Асефа Волди, амбасадор
- Волде Шита, амбасадор
- Ато Т. Садик, амбасадор
- Ато Г. Кифлегзи, амбасадор
- Ато А. Десалењ, посланик, 1954—1955.

#### У Адис Абеби
Амбасада Републике Србије у Адис Абеби (Етиопија) радно покрива Танзанију, Џибути и Сејшеле.
- Александар Ристић, амбасадор, 2019. - 2024.
- Драган Мраовић, амбасадор, 2013. - 2018.
- Драган Момчиловић, амбасадор, 2009. - 2013.
- Вања Живковић, амбасадор
- Иван Живковић, амбасадор, 2004. - 2009. (био је акредитован и у Кенији)
- Владимир Боричић, амбасадор, - 2003.
- Војислав Вучићевић, амбасадор, 1998. -
- Игор Јововић, амбасадор, 1990. - 1998.
- Иван Сеничар, амбасадор, 1987. - 1990.
- Нусрет Сеферовић, амбасадор, 1983. - 1986.
- Душан Маринковић, амбасадор, 1979. - 1983.
- Александар Војиновић, амбасадор, 1974. - 1979.
- Јоже Инголич, амбасадор, 1969. - 1974.
- Димитрије Бајалица, амбасадор, 1965—1969.
- Владо Малески, амбасадор, 1962—1965.
- Виктор Репич, амбасадор, 1960. - 1962.
- Маријан Баришић, амбасадор ФНРЈ, 1956. — 1960.
- Душан Кведер, амбасадор ФНР Југославије у Етиопији, 1955. - 1956.
- Зденко Штамбук, посланик, 1954. - 1955.